# Минобу
Минобу (яп. 身延町 Минобу-тё:) — посёлок в Японии, находящийся в уезде Минамикома префектуры Яманаси. Площадь посёлка составляет 302,00 км², население — 12 937 человек (1 августа 2014), плотность населения — 42,84 чел./км².

## Географическое положение
Посёлок расположен на острове Хонсю в префектуре Яманаси региона Тюбу. С ним граничат города Кофу, Сидзуока, Фудзиномия и посёлки Намбу, Итикавамисато, Фудзикавагутико, Фудзикава, Хаякава.

## Население
Население посёлка составляет 12 937 человек (1 августа 2014), а плотность — 42,84 чел./км². Изменение численности населения с 1980 по 2005 годы:
| 1980 | 23 222 чел. |  |
| 1985 | 22 327 чел. |  |
| 1990 | 20 849 чел. |  |
| 1995 | 19 570 чел. |  |
| 2000 | 18 021 чел. |  |
| 2005 | 16 334 чел. |  |

## Символика
Цветком посёлка считается Cerasus spachiana f. spachiana, птицей — Eurystomus orientalis.